# Pont de Seychalles
Le pont de Seychalles est un pont traversant la Durolle dans  la vallée des Usines à Thiers en Auvergne. Construit entre le XVe et le  XVIIe siècle, il est un des plus vieux ponts de la ville avec le pont du Navire, le pont Saint-Jean et le pont Vielh.  Il est inscrit aux Monuments Historiques depuis 1926.

## Situation et accès
Le pont est positionné sur le bas de la rue Durolle et aboutit au carrefour des avenues Joseph Claussat et Pierre Guérin et de la rue des Papeteries. Cette dernière rue traverse le quartier dit « la Paillette » menant à la Vidalie. 

## Dénomination du pont

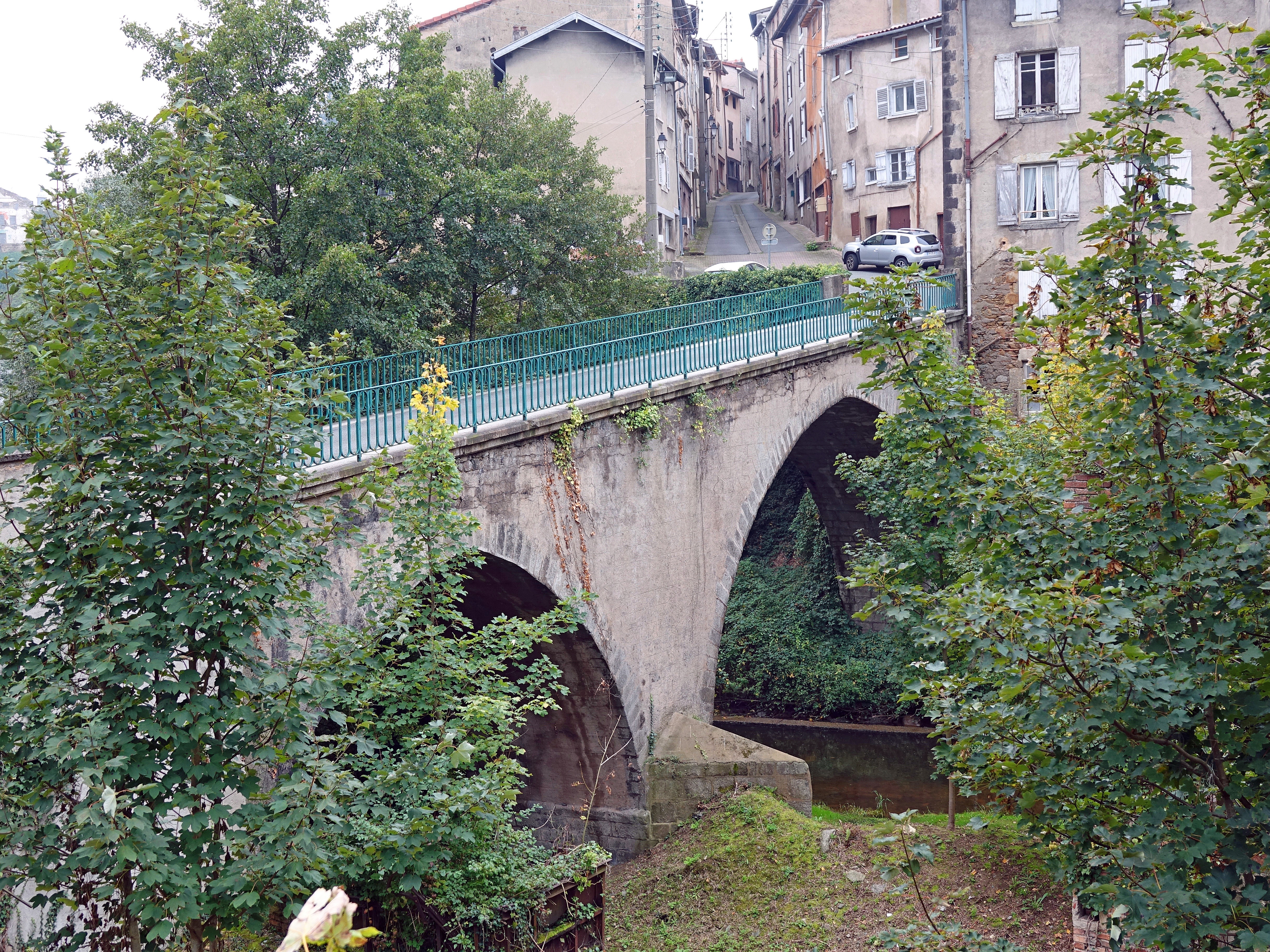
Vue amont du pont de Seychalles

Aujourd’hui nommé « pont de Seychalles », on le retrouve plus souvent avec l’orthographe « pont de Seychal » sur les cartes postales anciennes de la fin du XIXe et du début du XXe siècle. Il est mentionné dans les plus vieux documents de Thiers en 1476 sous la dénomination « pont de Seychal ». Le nom « Seychal » est également utilisé dans le secteur à la fin du Moyen-Age pour désigner d’autres édifices : « moulin de Seychal » ou la « porte de Seychal ». On le retrouve également parfois sous le vocable de « grand pont » dans les textes anciens. Il est étrangement nommé « pont de Durolle » dans le cadastre napoléonien de 1836.

## Toponymie

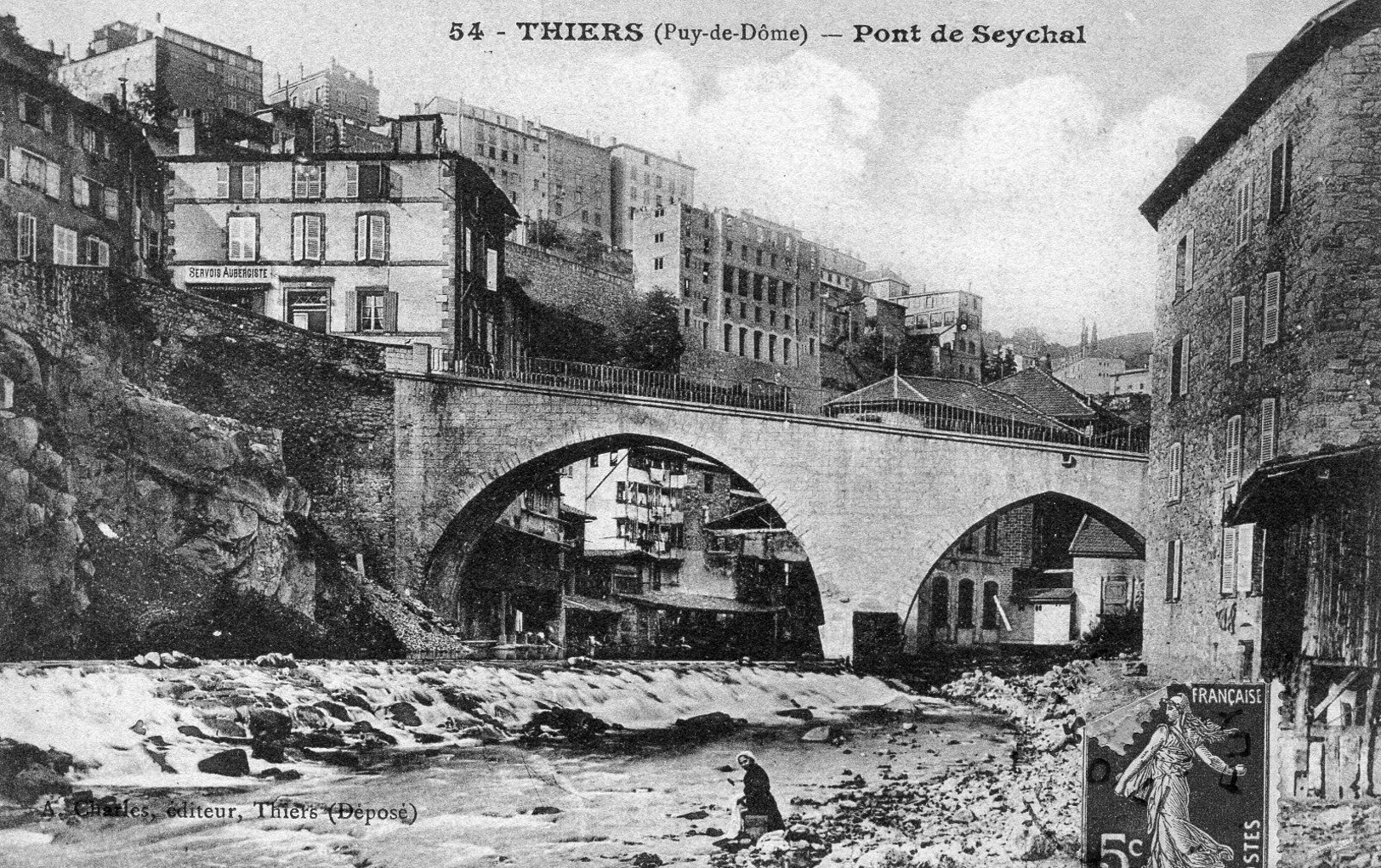
Le pont de Seychal – vue aval – début XXe siècle (garde-corps métallique)

Le nom « Seychal » est une variante de « Seychalles », nom de localités ou nom de famille courant en Auvergne (origine du Puy-de-Dôme), issu probablement du gaulois « sesca » (roseau), c'est-à-dire « endroit planté de roseaux ».
Le nom pourrait aussi provenir de l’Auvergnat local à travers le mot « Seychalhi » qui caractérise un terrain en pente ou l’eau ne s’infiltre pas dans le sol lorsqu’elle ruisselle. Cette origine pourrait correspondre à cette zone très en pente et accidenté où coule la Durolle et le ruisseau de Soulers rive gauche.

## Histoire

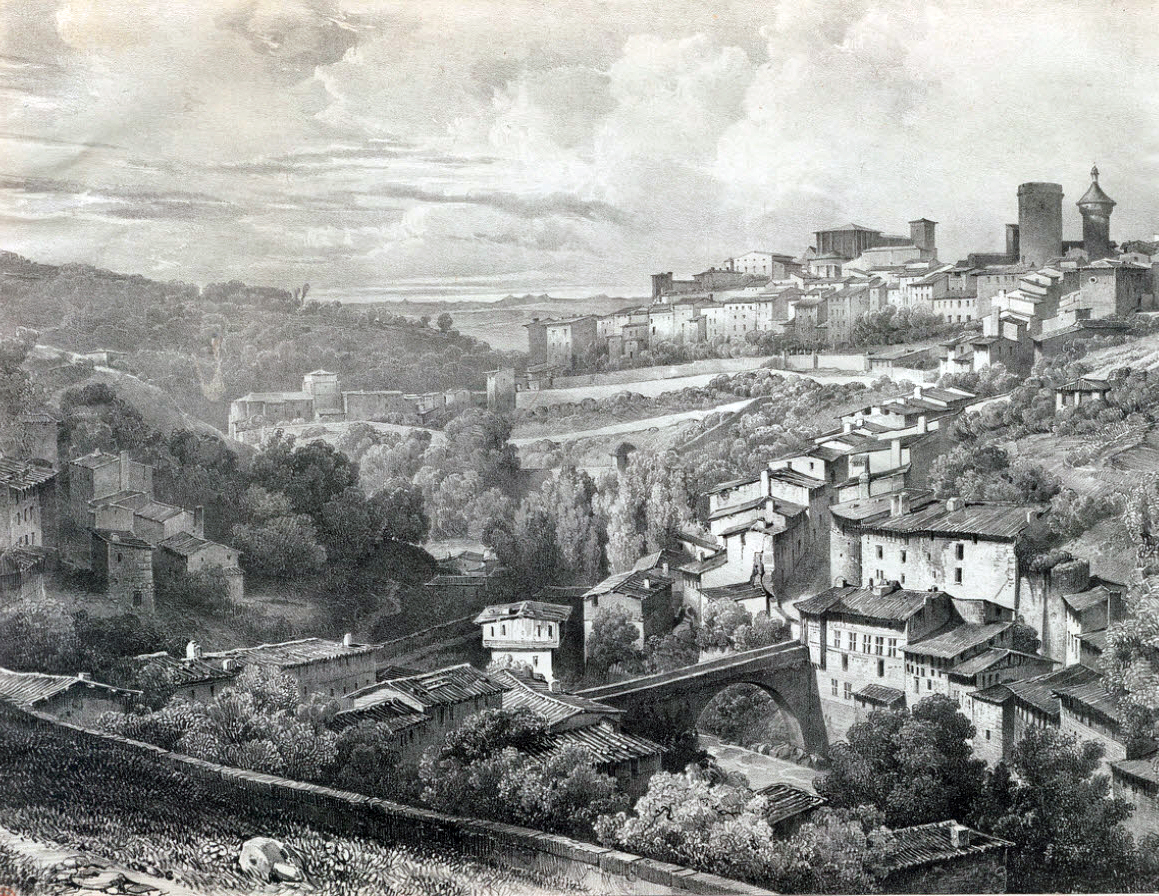
Vue générale de Thiers (quartier de Seychalles et son pont) - 1833

La construction du pont est rapidement devenue nécessaire dès lors que la ville médiévale haute actuelle a pris de l’ampleur, vers l’an mil, au niveau du faubourg de l’église Saint-Genès. Le pont de Seychalles permettait, dès le second Moyen-Age et ce jusqu’à la construction d’une autre route au milieu du XVIIIe siècle au nord de la ville reliant Lyon à Clermont, l’accès au grand chemin menant à Lyon. Au niveau des terriers de Thiers des XVe et XVIe siècles, cette route est nommée « chemin de Thiart a Montguerlhe… a Cerviere et a Lyon ». Cette « route de Lyon », très stratégique, défendue à la frontière du territoire thiernois par le château de Montguerlhe, permettait les liaisons commerciales avec la région lyonnaise et au-delà. La route de Lyon était également surnommée « la route du fer » par les thiernois car c’est de là qu’étaient importés le fer et l’acier du Dauphiné, pour alimenter en matière première les nombreux ateliers de coutellerie de la ville.

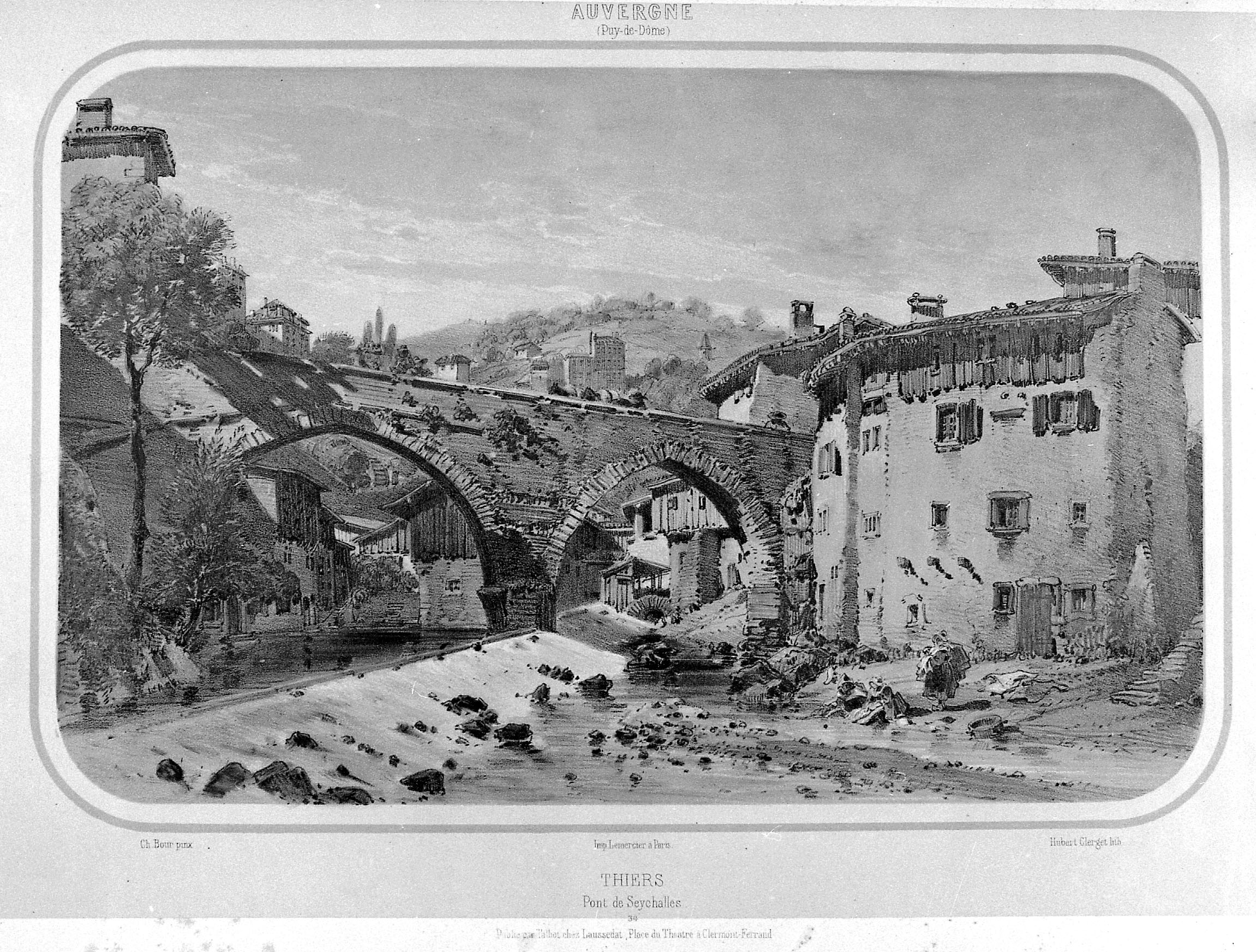
Le pont de Seychal, le pavé (ou barrage) sur la Durolle, depuis l'aval, première moitié du XIXe siècle

Ce pont était défendu par la porte fortifiée présente à proximité, à une centaine de mètre, sur le tracé amont de la rue Durolle. Cette porte était nommée « porte de Seychal », élément défensif de la cinquième enceinte de la ville construite au XVIe siècle. Un corps-de-garde était également présent dès la fin du Moyen Âge, au niveau de la porte fortifiée, localisé au croisement de la rue Durolle et de la rue des Murailles (actuelle place du Corps-de-Garde). Proche de la porte de Seychal était également présent en amont sur le tracé de la rue Durolle, une autre porte, construite un siècle auparavant, nommée la « porte de Lyon ». Le pont de Seychalles a donc eu un rôle essentiel dans les accès et échanges intra-muros et extra-muros de la ville de Thiers avec l’est de la région.

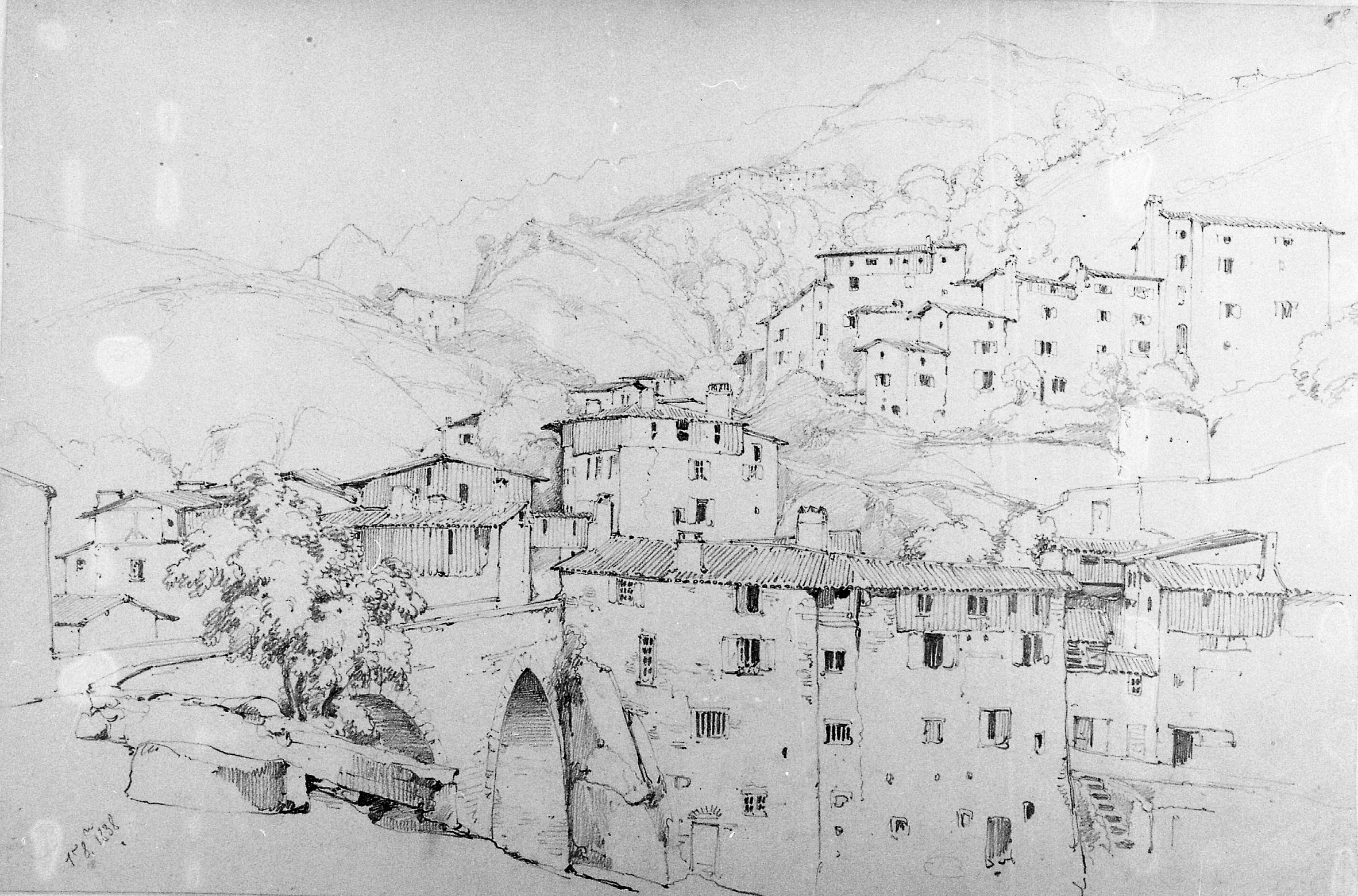
Le pont de Seychal depuis l’aval et le quartier de la Paillette, dans la première moitié du XIXe siècle

Le secteur de la rivière en amont du pont est également celui des anciennes tanneries de Thiers. En effet, en plus de la coutellerie, la ville possédait deux autres industries majeures : les papeteries et les tanneries. Les textes des terriers des XVe et XVIe siècles mettent en évidence que l’activité des tanneurs était concentrée en amont et proche du pont de Seychalles. Toutes les papeteries thiernoises étaient quant à elles en amont des tanneries car ces dernières polluaient considérablement l’eau de la Durolle, rendant impossible la fabrication du papier. En 1476, 11 ateliers de tannerie sont officiellement mentionnés dans un des terriers, neuf positionnés rive droite, du côté de la ville fortifiée et deux positionnés rive gauche alimentés par le ruisseau « de Soulers » venant des Margerides.

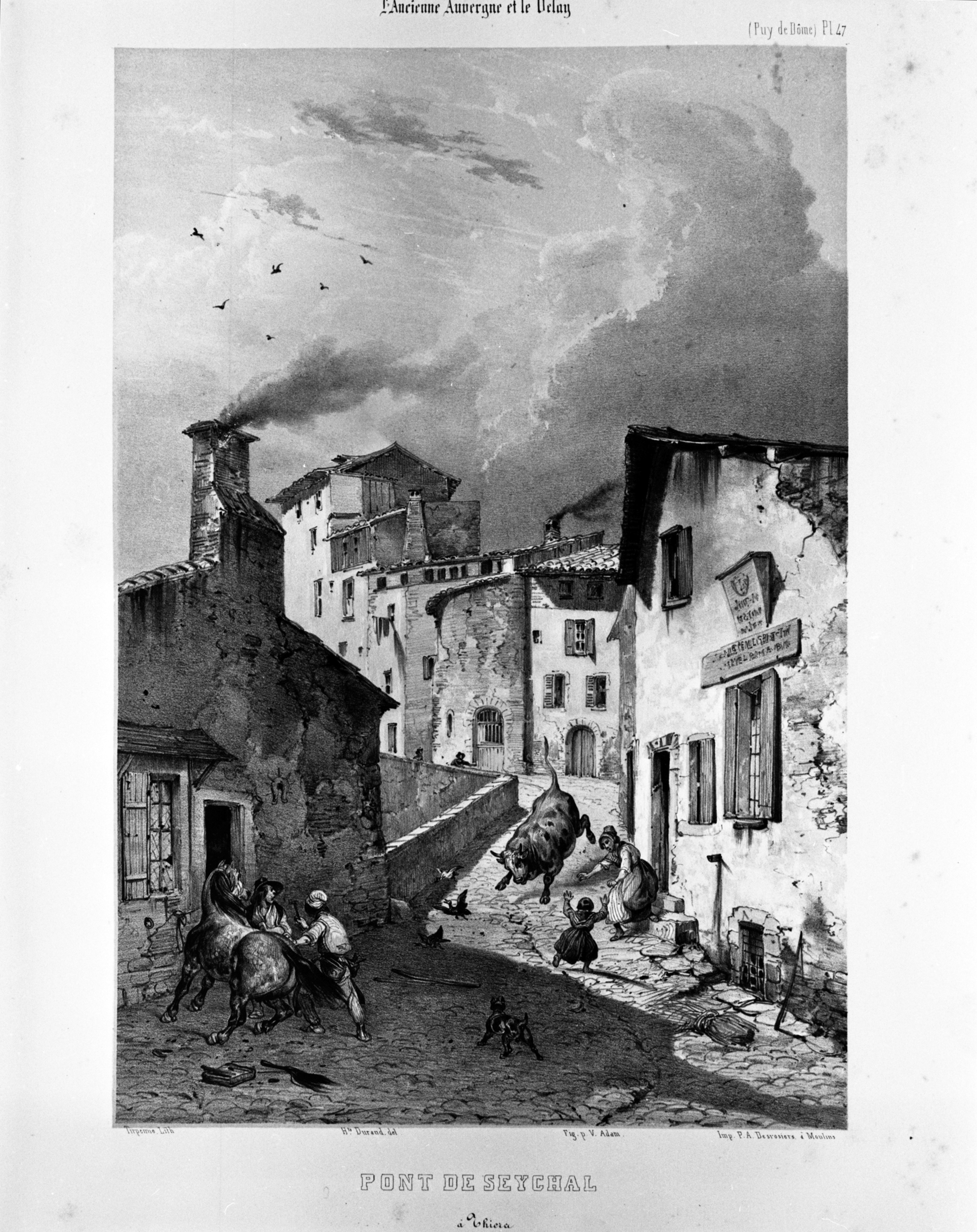
La rue Durolle et le tablier du pont de Seychal vers 1840

Même si la présence du pont de Seychal est avérée par les textes dès 1476, on ne peut pas affirmer que l’édifice actuel est celui mentionné au XVe siècle. Sa structure notamment les formes des deux arches en arc brisé plaide néanmoins en faveur de la construction du pont dans le dernier siècle du Moyen-Age. La fourchette de construction du pont s’échelonne donc entre le XVe et la première moitié du XVIIe siècle d’après Marcel Prade.

On retrouve également des traces écrites de réparations du pont levis en bois de la porte de Seychal, au niveau du corps-de-garde, en 1654 et 1711. Le texte précise que le passage était dangereux pour les passants et les attelages et que des réparations étaient nécessaires.

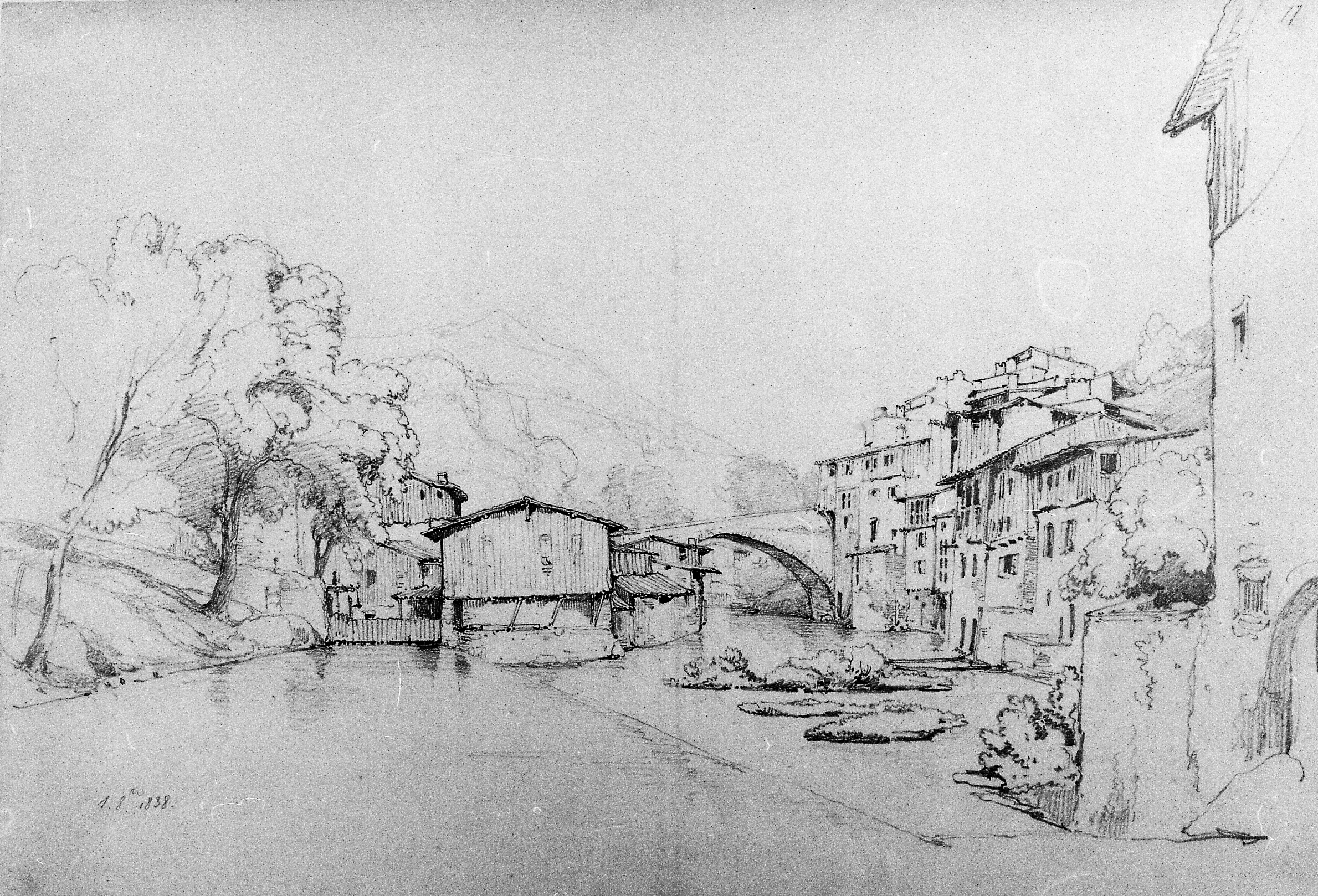
Le quartier de Seychal et le pont depuis l'amont, dans la première moitié du XIXe siècle

Le pont de Seychalles fait aussi l’objet d’importantes réparations en 1753, 1756 et 1785. Le tablier a été élargi à la fin du XIXe siècle avec une reprise du parapet maçonné remplacé par un garde-corps métallique toujours en place aujourd’hui. Certaines photos prises avant les travaux permettent de se rendre compte du changement d’aspect et également des travaux de crépissage réalisés en parallèle sur les parements du pont.
Quelques lithographies et dessins du XIXe siècle (1822, 1833 et 1838) permettent de voir son aspect et son implantation dans le paysage urbain de cette époque, le tout avec un style très romantique.

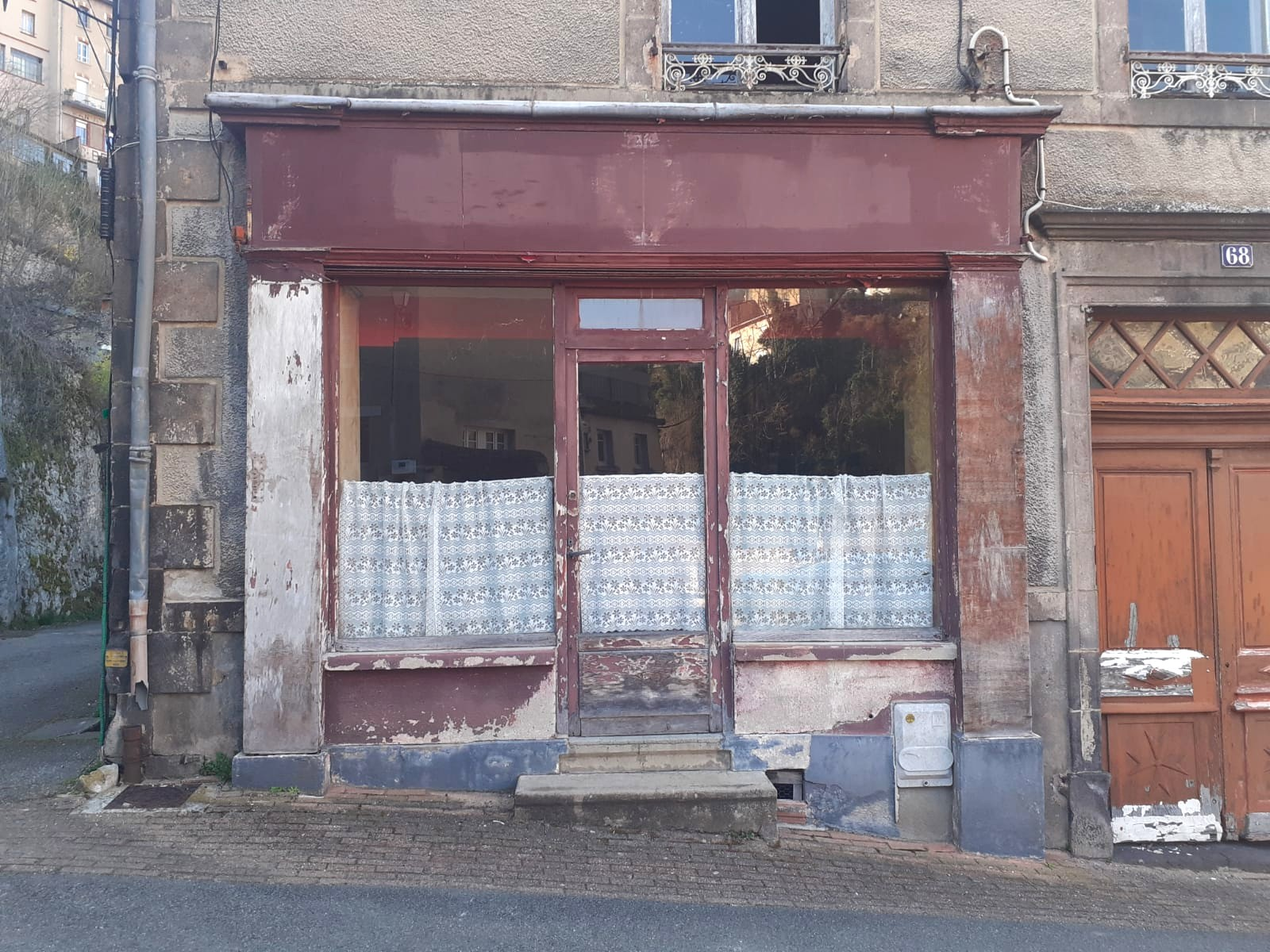
La façade de l’ancienne auberge où fut tournée une scène du film « Les Choristes » en 2003

Depuis le Moyen-Age et jusqu’à la fermeture de l’usine Delaire dans les années 1990-2000, le secteur du pont était entouré d’industries de coutellerie en activité et utilisant la force motrice de la Durolle. Le pont a donné son nom à l’usine situé en amont et à proximité : « usine du Pont de Seychalles » aussi appelé « le Paquebot ».
Une des scènes du film « Les Choristes » a été tournée en 2003 à proximité immédiate du pont, au 68 rue Durolle (ancien bar-restaurant « SERVOIS AUBERGISTE » visible sur certaines photographies du début du XXe siècle).
Le pont de Seychalles est aujourd’hui un des éléments majeurs de la vallée des Usines qui tente de se réinventer un présent après l’abandon des locaux des industries anciennes tout au long du XXe siècle, notamment à travers des projets culturels originaux (usine du creux de l’Enfer, usine de la Croix de Fer, usine du May, usine du pont de Seychalles, forges Mondières…) ou la réhabilitation des bâtiments industriels en gites ou chambres d’hôtes, voire à nouveau en site de production de couteaux (installation de la société Fontenille-Pataud en 2021).

## Architecture

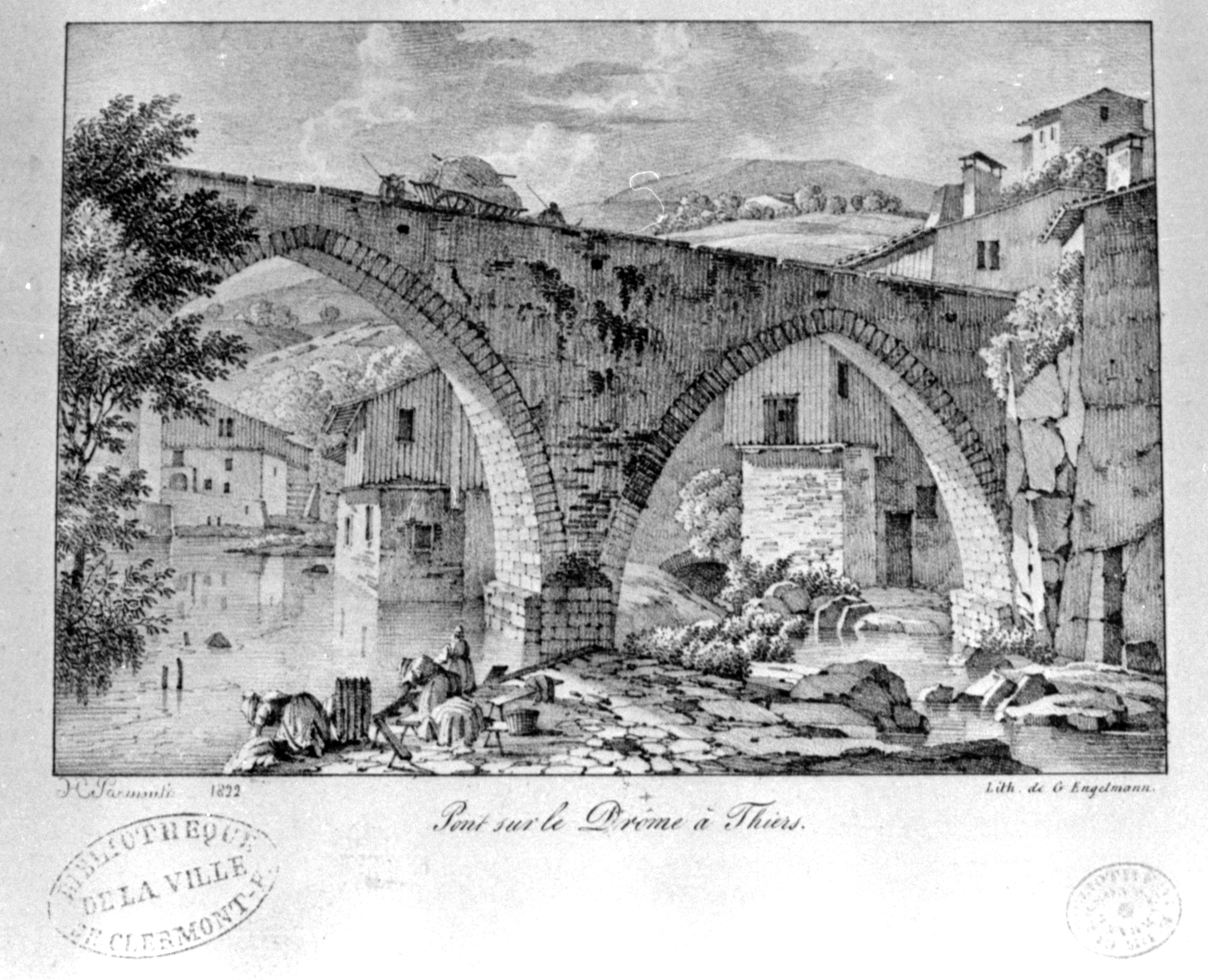
Lithographie du pont de Seychalles en 1822

Le Pont de Seychalles était un ouvrage d’art essentiel pour les voies de communication est de la ville de Thiers au Moyen-Age et il était couplé au dispositif défensif de la porte de Seychal elle-même munie d’un pont-levis en bois et d’un corps-de-garde.
Il possède deux arches en arc brisé de style gothique séparées par une pile posée sur le lit de la Durolle. Le bas de la pile possède un avant-bec et un arrière-bec pour lutter contre les crues parfois intenses de la Durolle. Le cadastre napoléonien ainsi que les clichés du début XXe siècle montre que le dessous du pont était aménagé avec la présence d’un barrage (localement appelé « pavé ») pour retenir l’eau d’un moulin à eau ou rouet présent en aval. La pile du pont a servi d’appui à cette structure barrant la Durolle aujourd’hui en partie détruite mais bien visible sur les vieilles photographies noir et blanc.

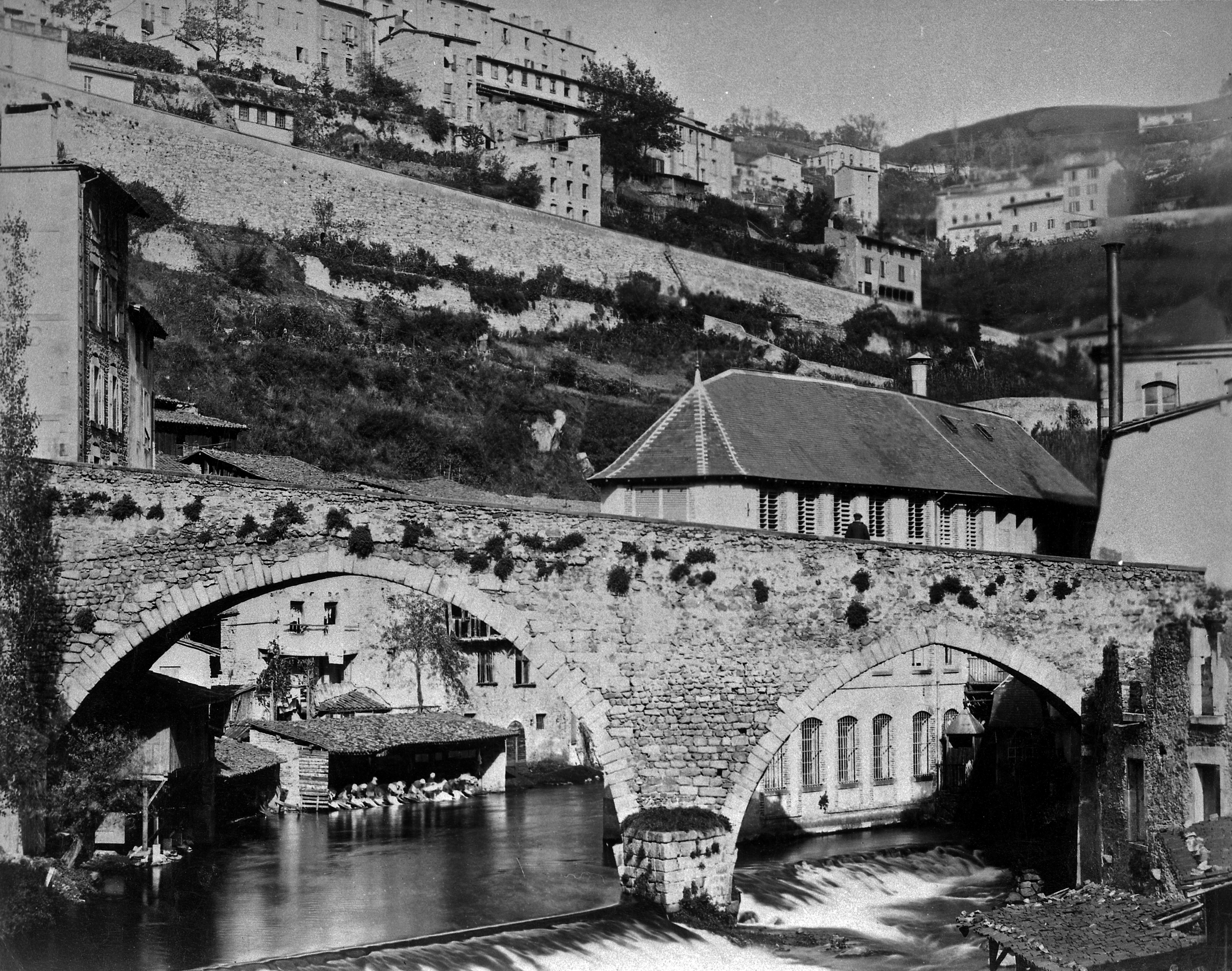
Le pont de Seychal – vue aval – fin XIXe siècle (le parapet est maçonné)

Le pont de Seychalles a été construit dans un souci d’adaptation au relief car son tablier suit naturellement la pente de la rue Durolle. Le pont descend de la rive droite vers la rive gauche avec une différence de deux mètres entre les hauteurs des arches. Ce concept a posé des contraintes importantes lors des mise en œuvre et construction mais s’avère judicieux car cela a évité des travaux importants de remblaiement à son débouché rive gauche. 
Les voutes, les becs et le bas de la pile sont maçonnés en appareil régulier, les modules sont des moellons en granite bleu-gris vraisemblablement d’origine locale. Un enduit ou crépi est également présent sur une grande partie des parements du pont. Les clichés de la fin du XIXe siècle, réalisés avant sa dernière rénovation importante, montre les parements sans enduit laissant apparaitre les lits de pierres en appareils de plus en plus petits au fur et à mesure de l’élévation.

Le tablier du pont est large (environ 4 mètres) et permettait, dès sa mise en service, le passage d’attelages lourds. Aujourd’hui, aucune limite de poids n’est indiquée pour son franchissement mais l’étroitesse de la rue Durolle et sa pente importante limite l’accès au véhicule de grand gabarit.

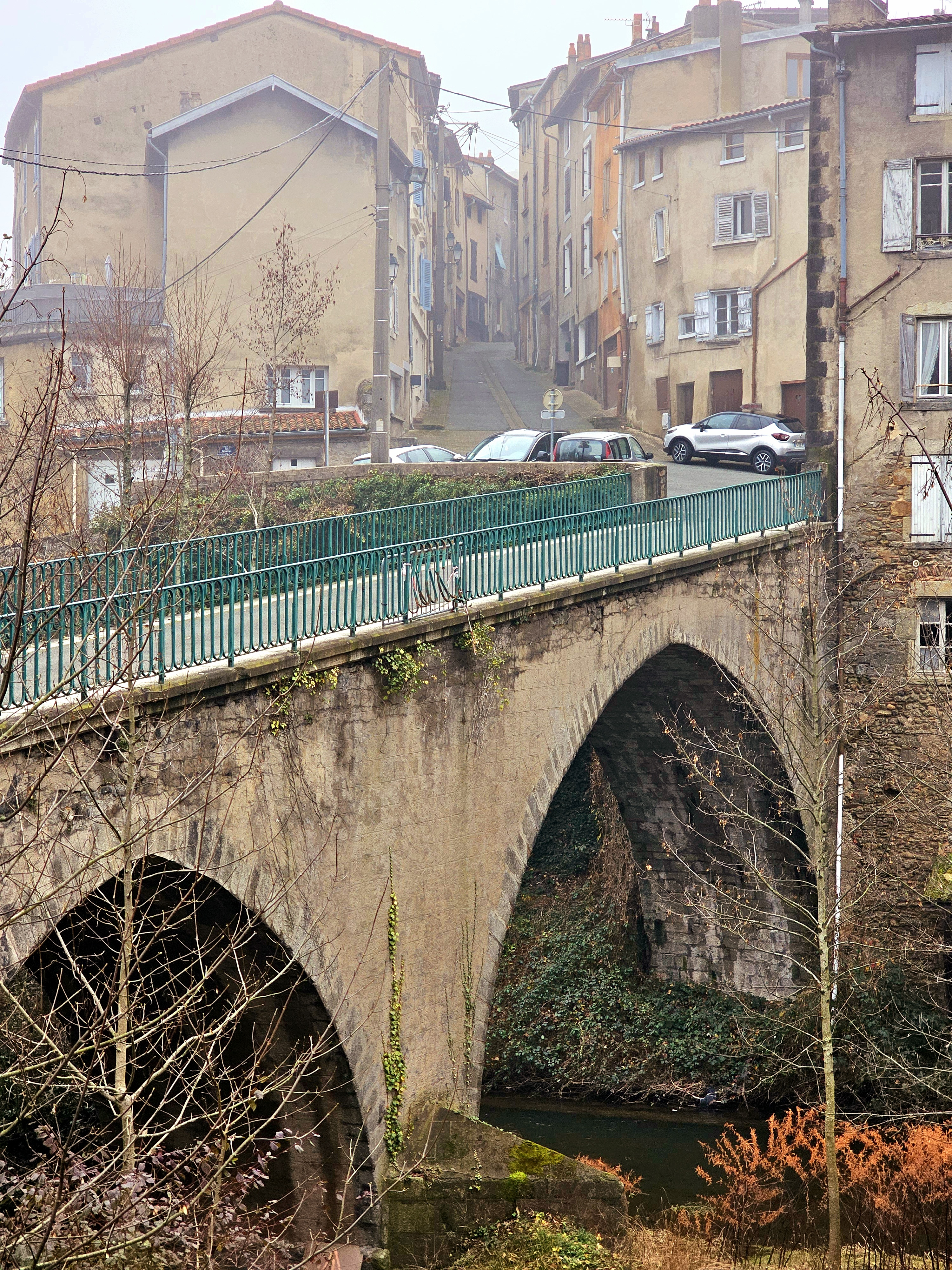
Le pont de Seychalles en 2025 (vue amont)
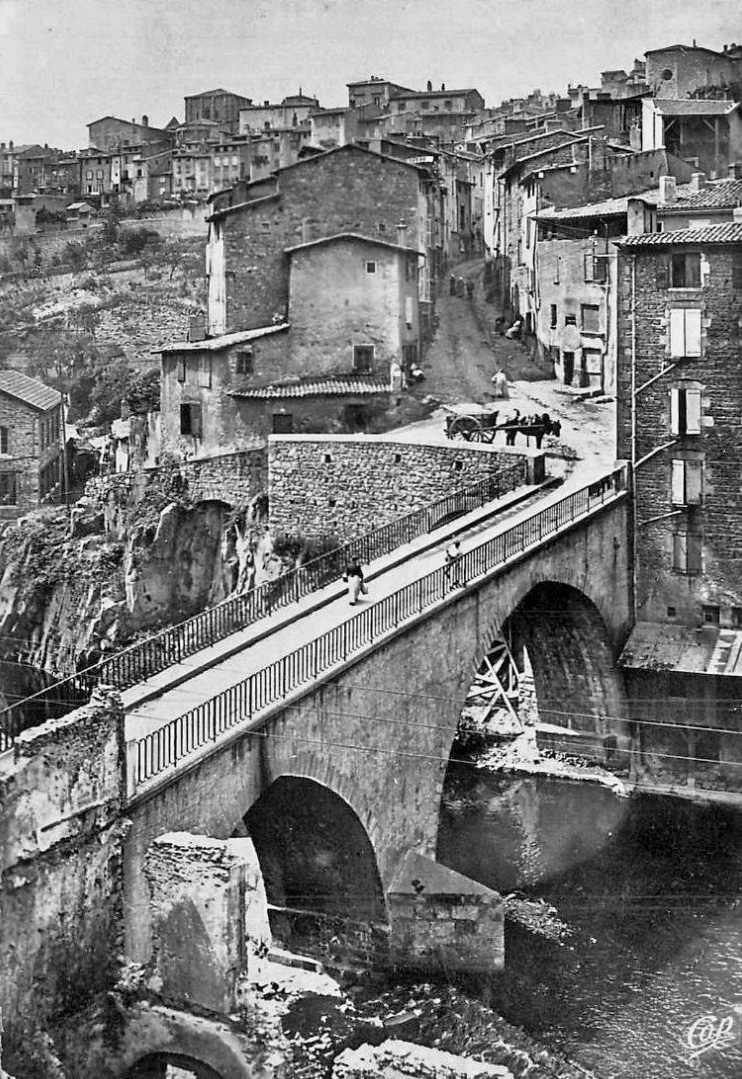
Le pont de Seychalles au début du XXe siècle (vue amont)
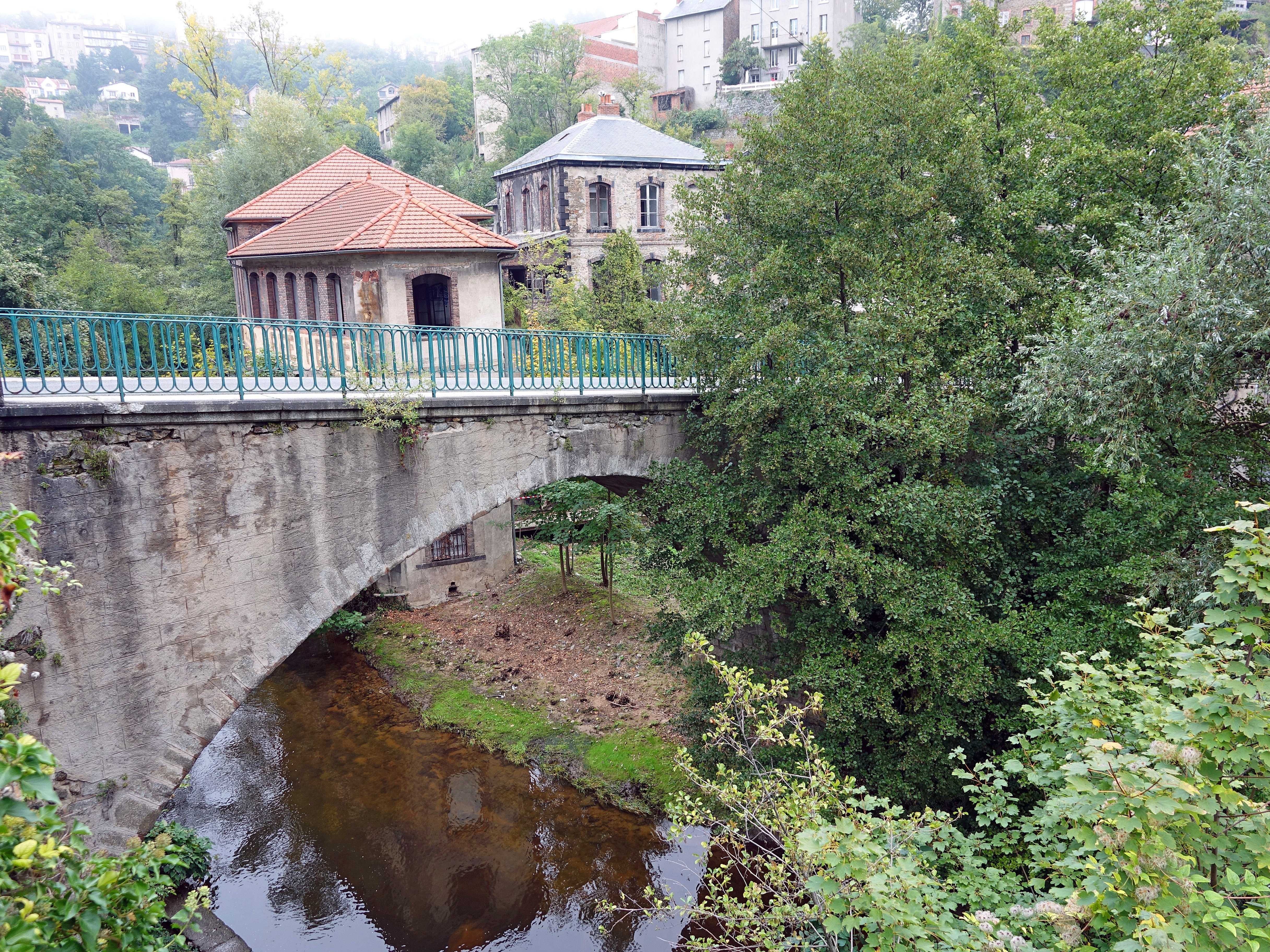
Vue aval du pont de Seychalles (2021)
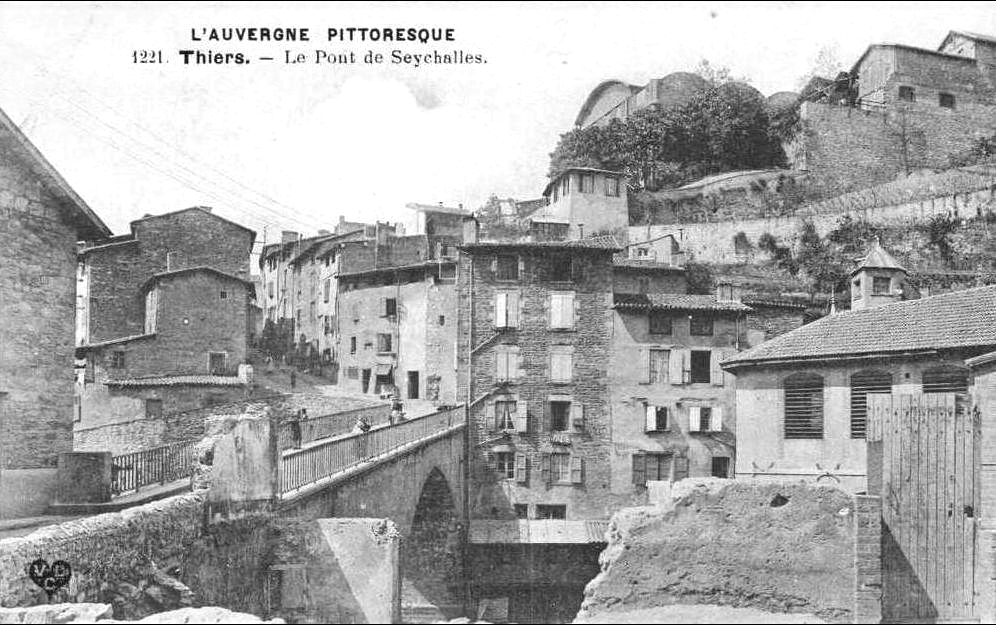
Le pont de Seychalles – vue de la rue Durolle – début XXe siècle (garde-corps métallique)
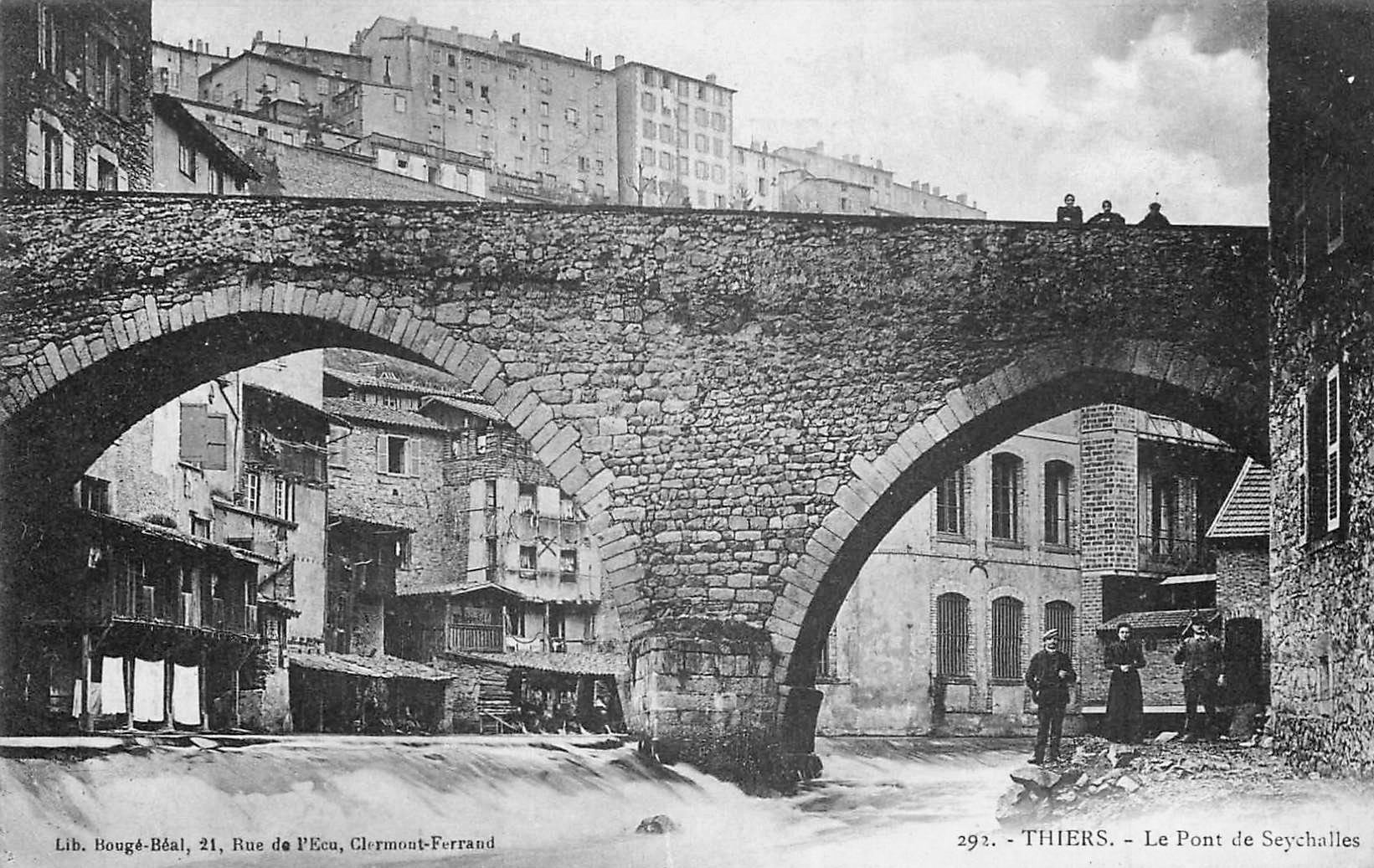
Le pont de Seychalles – vue aval – fin XIXe siècle (le parapet est maçonné)